# Tony Clifton
Tony Clifton is een personage dat is gecreëerd door de komiek Andy Kaufman. 
Tony Clifton is een brute, ongemanierde en onwaarschijnlijk slechte crooner, een Las Vegas-zanger. Het was niet altijd duidelijk of Clifton ook daadwerkelijk werd gespeeld door Kaufman of door zijn scriptschrijver en goede vriend Bob Zmuda. Er zijn optredens bekend waarop Kaufman en Clifton gelijktijdig optraden, een gegeven dat gebruikt is in de film Man on the Moon, waarin Jim Carrey de rol van Kaufman en Clifton heeft en Paul Giamatti Zmuda en Clifton speelt. 
Promoters die dachten dat ze de grap van Kaufman doorhadden, begonnen Clifton in te huren, in plaats van Kaufman, omdat dat goedkoper was. Maar wie het laatst lacht, lacht het best: Vaak was het Michael Kaufman, de broer van Andy, of Bob Zmuda die optrad, vaak tot groot ongenoegen van het publiek.
Kaufman en Zmuda hebben een screenplay geschreven over de biografie van Tony Clifton en er waren plannen om deze ook daadwerkelijk te verfilmen, maar de ziekte van Kaufman zorgde ervoor dat deze plannen nooit gerealiseerd werden.
Ook na de dood van Kaufman bleef Clifton optreden. Op 16 mei 2004 vierden een aantal vrienden een "Welkom terug Andy"-feest, omdat Kaufman eens had gegrapt dat hij twintig jaar na zijn dood zou terugkeren. Tony Clifton was ook op dit feest aanwezig.